# Celso Ba Shwe
Celso Ba Shwe (ur. 22 lipca 1964 w Momblo) – birmański duchowny rzymskokatolicki, biskup Loikaw od 2023.

## Życiorys
Święcenia kapłańskie przyjął 16 kwietnia 1994 i został inkardynowany do diecezji Loikaw. Był m.in. kierownikiem kurialnego wydziału ds. świeckich ewangelizatorów, prokuratorem generalnym przy mjanmańskiej Konferencji Episkopatu, proboszczem parafii katedralnej oraz wikariuszem generalnym diecezji. W 2020 wybrany administratorem diecezji.
29 marca 2023 papież Franciszek mianował go biskupem diecezji Loikaw. Sakry udzielił mu 29 czerwca 2023 arcybiskup Basilio Athai.